# IPhone 12
iPhone 12 và iPhone 12 Mini là bộ đôi điện thoại thông minh thuộc dòng iPhone được Apple ra mắt vào ngày 13 tháng 10 năm 2020, cùng với bộ đôi iPhone 12 Pro và iPhone 12 Pro Max. Đây là phiên bản kế nhiệm chiếc iPhone 11 với nhiều sự nâng cấp. iPhone 12 được trang bị Apple A14 Bionic tốc độ xử lý nhanh hơn, màn hình chất lượng cao hơn. Giá bán khởi điểm của iPhone 12 Mini và iPhone 12 là 699 USD và 799 USD. Apple cho khách hàng có thể đặt trước iPhone 12 từ ngày 16 tháng 10 năm 2020 và iPhone 12 Mini từ ngày 6 tháng 11 năm 2020.

## Đổi mới

### Kích thước
iPhone 12 mỏng hơn 11%, nhỏ hơn 15% và nhẹ hơn 16% so với phiên bản tiền nhiệm. Chiếc iPhone 12 vẫn tiếp tục sở hữu màn hình kích thước 6.1 inch, trong khi đó iPhone 12 Mini có kích thước màn hình nhỏ hơn với chỉ 5.4 inch.

### Cấu hình
iPhone 12 và iPhone 12 Mini đều được trang bị Apple A14 Bionic. Apple cũng trang bị 5G cho bộ đôi này.

### Thiết kế
iPhone 12 và iPhone 12 mini sở hữu thiết kế vuông vức sắc cạnh có từ iPhone 4 đến iPhone SE.

## Thông số kỹ thuật
SoC Apple A14 Bionic với modem 5G

### Phần mềm
iPhone 12 và iPhone 12 mini xuất xưởng với phiên bản iOS 14.

## Dòng sản phẩm
| Dòng thời gian của các mẫu iPhone         |
| ----------------------------------------- |
| Xem thêm: Timeline of Apple Inc. products |

Nguồn: Apple Newsroom Archive